# Double meurtre de Xertigny
Le double meurtre de Xertigny est une affaire criminelle survenue le 31 mars 2025 à Xertigny, commune des Vosges située dans le Grand Est, en France. Deux septuagénaires, Pierre Panon, prêtre catholique à la retraite du diocèse de Nancy-Toul, et son amie, tous deux âgés de 76 ans, sont tués à coups de pierre en pleine rue, dans une zone pavillonnaire peu fréquentée, proche de la forêt.

## Victimes
Pierre Panon, né en 1948, est ordonné prêtre en 1974 à l’âge de 26 ans. Il exerce son ministère dans plusieurs paroisses de Meurthe-et-Moselle, notamment à Malzéville où il officie régulièrement à l'église Saint-Michel. En 2004, il est nommé vicaire épiscopal de la zone ouest du diocèse de Nancy-Toul, puis vicaire général, fonction qui en fait un proche collaborateur de l'évêque et qu'il occupe jusqu’en 2018. Il devient ensuite vicaire épiscopal chargé des affaires économiques. Parallèlement à ses fonctions ecclésiastiques, il assure pendant un temps la mission d'aumônier départemental des sapeurs-pompiers. Ancien pompier volontaire, il sert dans ce cadre durant 28 ans. Retraité au moment des faits, il séjourne à Xertigny pour garder, avec son amie, la maison du frère de cette dernière, alors en vacances.

## Découverte des corps
Les corps des victimes sont découverts en milieu d'après-midi par des promeneurs. Pierre Panon est retrouvé au milieu de la chaussée, tandis que la seconde victime repose en position recroquevillée près d'un muret. Tous deux présentent des traumatismes crâniens sévères. À proximité sont retrouvées plusieurs pierres ensanglantées de grande taille, ainsi qu'une canne brisée. Les secours dépêchés sur place ne peuvent que constater le décès des deux victimes.
Selon le parquet d'Épinal, les faits se sont déroulés en pleine journée, dans un secteur isolé. Le mobile de l'agression demeure inconnu à ce stade, aucun témoin direct n'ayant assisté à la scène. L'agression est qualifiée de particulièrement violente et le procureur parle d'un « rapport de force disproportionné ».

## Déroulement de l'affaire

### Identification et interpellation du suspect
Les gendarmes procèdent rapidement à des constatations sur place, puis interrogent les riverains. Lorsqu'ils frappent à la porte d'une maison située en face des lieux du crime, un homme pieds nus et couvert de sang leur ouvre la porte, déclare « savoir pourquoi [les gendarmes] sont là », puis tente de refermer la porte avant de frapper un gendarme. Il est immédiatement interpellé.
Le suspect est un homme de 34 ans, originaire de Mayotte, mesurant environ 1,90 mètre. Il n'est pas connu localement et ne réside pas dans la maison où il est trouvé, laquelle appartient au frère d'une victime. Il affirme être « chez des amis ». Des éléments matériels sont retrouvés lors de la perquisition : un casque SNCF avec une trace de sang et un pantalon taché de sang. Une perquisition dans un local SNCF désaffecté, situé à proximité de la gare de Xertigny, révèle également une tentative de départ de feu, corroborée par le témoignage d'un riverain ayant observé des lumières et du bruit la veille des faits.

### Situation psychiatrique et parcours judiciaire
Le suspect, qui n'était pas sous l'emprise de l'alcool mais avait consommé du cannabis, se met à hurler au moment de son interpellation. Un médecin juge son état incompatible avec une garde à vue et il est alors hospitalisé d'office à l'établissement psychiatrique de Ravenel. Il n'a pas encore pu être entendu au moment de la communication du procureur, le 2 avril 2025.
Son passé judiciaire mentionne une condamnation en 2018 à trois mois de prison avec sursis pour violation de domicile et dégradation de bien à La Réunion. Il a également été impliqué dans huit procédures entre 2009 et 2022, dont plusieurs pour violation de domicile et un cas de violence avec arme classé sans suite en raison d'un état mental jugé déficient.
Des vérifications sont en cours concernant d'éventuelles hospitalisations psychiatriques antérieures. À ce stade, aucun élément ne permet d'établir un lien entre le statut religieux de Pierre Panon et le passage à l'acte du mis en cause.

## Poursuites judiciaires
L'enquête, menée en flagrance, se poursuit sous l'autorité du parquet d'Épinal. Une information judiciaire doit être prochainement ouverte pour les chefs d'homicide précédé, accompagné ou suivi d'un autre crime, et de violences sur militaire de la gendarmerie avec incapacité totale de travail inférieure à huit jours.